# كسوف الشمس 22 يونيو 2066
سيحدث كسوف حلقي للشمس في 22 يونيو 2066. يحدث كسوف الشمس عندما يمر القمر بين الأرض والشمس ، وبالتالي يحجب صورة الشمس كليًا أو جزئيًا عن مشاهد على الأرض. يحدث الكسوف الحلقي للشمس عندما يكون القطر الظاهر للقمر أصغر من قطر الشمس ، مما يحجب معظم ضوء الشمس ويتسبب في ظهور الشمس كحلقة . يظهر الخسوف الحلقي على شكل كسوف جزئي فوق منطقة من الأرض يبلغ عرضها آلاف الكيلومترات.

## الخسوفات ذات الصلة

### كسوف الشمس 2065-2069
هذا الكسوف هو جزء من سلسلة كسوف الشمس 2062-2065. يتكرر الكسوف في كل 177 يومًا تقريبًا و 4 ساعات في العقد المتناوبة من مدار القمر.
| مجموعات سلسلة كسوف الشمس من 2065-2069 | مجموعات سلسلة كسوف الشمس من 2065-2069 | مجموعات سلسلة كسوف الشمس من 2065-2069 | مجموعات سلسلة كسوف الشمس من 2065-2069 | مجموعات سلسلة كسوف الشمس من 2065-2069 |
| ------------------------------------- | ------------------------------------- | ------------------------------------- | ------------------------------------- | ------------------------------------- |
| عقدة تصاعدية                          | عقدة تصاعدية                          |                                       | عقدة تنازلية                          | عقدة تنازلية                          |
| 118                                   | يوليو 3, 2065 جزئي                    | 123                                   | ديسمبر 27, 2065 جزئي                  |                                       |
| 128                                   | يونيو 22, 2066 حلقي                   | 133                                   | ديسمبر 17, 2066 كلي                   |                                       |
| 138                                   | يونيو 11, 2067 حلقي                   | 143                                   | ديسمبر 6, 2067 هجين                   |                                       |
| 148                                   | مايو 31, 2068 كلي                     | 153                                   | نوفمبر 24, 2068 [الإنجليزية] جزئي     |                                       |
| 158                                   | مايو 20, 2069 [الإنجليزية] جزئي       |                                       |                                       |                                       |

### ساروس 128
هذا الكسوف هو عضو في دورة ساروس 128 ، والتي تشمل 73 خسوفًا يحدث على فترات 18 عامًا و 11 يومًا.
- بدأت السلسلة بكسوف جزئي للشمس في 29 أغسطس 984 م. من 16 مايو 1417 حتى 18 يونيو 1471
- أنتجت السلسلة كسوفًا إجماليًا للشمس ، تلاها كسوف هجين للشمس من 28 يونيو 1489 حتى 31 يوليو 1543 ،
- وخسوفًا حلقيًا للشمس من 11 أغسطس 1561 حتى 25 يوليو 2120.

تنتهي السلسلة في العضو 73 ككسوف جزئي في 1 نوفمبر ، 2282. كل الكسوف في هذه السلسلة يحدث عند العقدة الهابطة للقمر.
| تحدث أعضاء السلسلة 52-68 بين عامي 1901 و 2200 | تحدث أعضاء السلسلة 52-68 بين عامي 1901 و 2200 | تحدث أعضاء السلسلة 52-68 بين عامي 1901 و 2200 |
| 52                                            | 53                                            | 54                                            |
| --------------------------------------------- | --------------------------------------------- | --------------------------------------------- |
| مارس 17, 1904 [الإنجليزية]                    | مارس 28, 1922 [الإنجليزية]                    | أبريل 7, 1940 [الإنجليزية]                    |
| 55                                            | 56                                            | 57                                            |
| أبريل 19, 1958 [الإنجليزية]                   | أبريل 29, 1976 [الإنجليزية]                   | مايو 10, 1994 [الإنجليزية]                    |
| 58                                            | 59                                            | 60                                            |
| مايو 20, 2012                                 | يونيو 1, 2030                                 | يونيو 11, 2048                                |
| 61                                            | 62                                            | 63                                            |
| يونيو 22, 2066                                | يوليو 3, 2084 [الإنجليزية]                    | يوليو 15, 2102                                |
| 64                                            | 65                                            | 66                                            |
| يوليو 25, 2120                                | أغسطس 5, 2138 (جزئي )                         | أغسطس 16, 2156 (جزئي )                        |
| 67                                            | 68                                            |                                               |
| أغسطس 27, 2174 (جزئي )                        | September 6, 2192 (جزئي )                     |                                               |

### سلسلة ميتونيك
تتكرر السلسلة ميتونيك كل 19 عامًا (6939.69 يومًا) ، وتستمر حوالي 5 دورات. يحدث الكسوف في نفس تاريخ التقويم تقريبًا. بالإضافة إلى ذلك ، تتكرر سلسلة أكتون الفرعية 1/5 من ذلك أو كل 3.8 سنوات (1387.94 يومًا). تحدث جميع الكسوفات في هذا الجدول عند العقدة الصاعدة للقمر.
| سلسلة Octon مع 21 حدثًا بين 21 مايو 1993 و 2 أغسطس 2065 | سلسلة Octon مع 21 حدثًا بين 21 مايو 1993 و 2 أغسطس 2065 | سلسلة Octon مع 21 حدثًا بين 21 مايو 1993 و 2 أغسطس 2065 | سلسلة Octon مع 21 حدثًا بين 21 مايو 1993 و 2 أغسطس 2065 | سلسلة Octon مع 21 حدثًا بين 21 مايو 1993 و 2 أغسطس 2065 |
| مايو 20–21                                             | مارس 8–9                                               | ديسمبر 25–26                                           | أكتوبر 13–14                                           | أغسطس 1–2                                              |
| 98                                                     | 100                                                    | 102                                                    | 104                                                    | 106                                                    |
| ------------------------------------------------------ | ------------------------------------------------------ | ------------------------------------------------------ | ------------------------------------------------------ | ------------------------------------------------------ |
| مايو 21, 1955                                          | مارس 9, 1959                                           | ديسمبر 26, 1962                                        | أكتوبر 14, 1966                                        | أغسطس 2, 1970                                          |
| 108                                                    | 110                                                    | 112                                                    | 114                                                    | 116                                                    |
| مايو 21, 1974                                          | مارس 9, 1978                                           | ديسمبر 26, 1981                                        | أكتوبر 14, 1985                                        | أغسطس 1, 1989                                          |
| 118                                                    | 120                                                    | 122                                                    | 124                                                    | 126                                                    |
| مايو 21, 1993 [الإنجليزية]                             | مارس 9, 1997 [الإنجليزية]                              | ديسمبر 25, 2000 [الإنجليزية]                           | أكتوبر 14, 2004                                        | أغسطس 1, 2008                                          |
| 128                                                    | 130                                                    | 132                                                    | 134                                                    | 136                                                    |
| مايو 20, 2012                                          | مارس 9, 2016                                           | ديسمبر 26, 2019                                        | أكتوبر 14, 2023                                        | أغسطس 2, 2027                                          |
| 138                                                    | 140                                                    | 142                                                    | 144                                                    | 146                                                    |
| مايو 21, 2031                                          | مارس 9, 2035                                           | ديسمبر 26, 2038                                        | أكتوبر 14, 2042                                        | أغسطس 2, 2046                                          |
| 148                                                    | 150                                                    | 152                                                    | 154                                                    | 156                                                    |
| مايو 20, 2050                                          | مارس 9, 2054                                           | ديسمبر 26, 2057                                        | أكتوبر 13, 2061                                        | أغسطس 2, 2065                                          |
| 158                                                    | 160                                                    | 162                                                    | 164                                                    | 166                                                    |
| مايو 20, 2069 [الإنجليزية]                             | مارس 8, 2073                                           | ديسمبر 26, 2076                                        | أكتوبر 13, 2080                                        | أغسطس 1, 2084                                          |

## روابط خارجية
- www.solar-eclipse.de - متوسط التغطية السحابية والمدن على طول مسار الكسوف
- رسومات ناسا